# غوس بريتن
غوس بريتن (بالإنجليزية: Gus Brittain)‏ هو لاعب كرة قاعدة أمريكي، ولد في 29 نوفمبر 1909 في ويلمينغتون في الولايات المتحدة، وتوفي بنفس المكان في 16 فبراير 1974.

## وصلات خارجية
- غوس بريتن على موقعبيزبول رفرنس.كوم (الدوري الرئيسي) (الإنجليزية)